# Virginius
Virginius è un cortometraggio muto del 1909 diretto da J. Stuart Blackton.
I due interpreti sono il famoso attore di vaudeville Maurice Costello e Earle Williams, al suo quarto film.
Il soggetto è tratto dal lavoro teatrale del commediografo irlandese James Sheridan Knowles (1784-1862) che ebbe nel 1912 un rifacimento dallo stesso titolo interpretato e diretto da Hal Reid.

## Produzione
Il film fu prodotto dalla Vitagraph Company of America.

## Distribuzione
Distribuito dalla Vitagraph Company of America, il film uscì nelle sale statunitensi il 30 gennaio 1909.